# Грубое сватовство
Англо-шотландская война 1543—1551 годов — вооружённый конфликт, начатый королём Англии Генрихом VIII после отказа шотландского парламента признавать Гринвичский договор. В английском языке за конфликтом закрепилось название «грубое сватовство» (англ. Rough Wooing), популяризированное Вальтером Скоттом в XIX веке. В конце войны на стороне Шотландии против Англии выступила Франция, что и позволило Шотландии отстоять свою независимость.

## Предыстория
Король Англии Генрих VIII захотел женить своего сына Эдуарда на шотландской королеве Марии, что должно было привести к объединению Англии и Шотландии.
Джеймс Гамильтон, регент Шотландии при королеве Марии, которой не исполнилось и года, 1 июля 1543 года подписал предложенный англичанами Гринвичский договор, по которому брак между Эдуардом и Марией должен был быть заключен по доверенности до достижения Марией десятилетнего возраста, после чего она должна была отправиться к английскому королевскому двору.
Однако шотландское дворянство видело в готовящемся союзе Шотландии и Англии попрание свобод своей родины и бурно протестовало против договора. Шотландский парламент 11 декабря 1543 года отказался ратифицировать договор. В связи с этим Генрих VIII объявил Шотландии войну.

## Боевые действия
Генрих VIII отправил несколько отрядов на границу с Шотландией, они провели серию карательных операций в приграничных районах Шотландии.
В мае 1544 года англичане сожгли Эдинбург.
В январе 1545 года отряд англичан, располагавшийся в Колдингемском монастыре, напал на город Мелроз, где ограбил не только дома горожан, но и местный монастырь. При этом англичане разбили гробницы и памятники рода графов Ангус. Когда находившийся в это время в Эдинбурге Арчибальд Дуглас, 6-й граф Ангус узнал об этом, то собрал отряд в 300 человек и поклялся жестоко отомстить англичанам. К Дугласу начали стекаться и другие шотландцы. К тому моменту, когда отряд дошел до Мелроуза, он насчитывал уже свыше тысячи человек. 26 февраля 1545 года на помощь Дугласу пришёл отряд Нормана Лесли, насчитывавший 1200 человек. На следующий день объединённые силы шотландцев разбили отряд англичан и германских наёмников при Анкрум-Мур.
Победа шотландцев при Анкрум-Мур способствовала временному затуханию войны, набеги англичан прекратились. Спустя несколько месяцев Генрих VIII отправил в Шотландию ещё несколько отрядов, однако их действия не были особенно успешными.
В январе 1547 года Генрих VIII умер. Английским королём стал его девятилетний сын Эдуард, регентом при котором был Эдуард Сеймур, 1-й герцог Сомерсет. В августе 1547 года Сомерсет начал собирать в Бервике войска для похода против Шотландии. Они включали наёмников из континентальной Европы. С моря поддержку англичанам должен был оказывать флот из 30 военных кораблей, вооружённых самыми мощными пушками из имевшихся у англичан. Продовольствие для английской армии везли 32 торговых судна.
1 сентября Сомерсет начал поход. 10 сентября англичане разгромили шотландцев в битве при Пинки. После этого английские гарнизоны заняли ключевые города и крепости Шотландии.
В июле 1548 года малолетняя королева Мария отправилась во Францию, чтобы через 10 лет выйти замуж за наследника престола Франции Франциска. Ещё в июне 1548 года, после заключения соглашения об этом будущем династическом браке, в Шотландию прибыли французские войска под командованием д’Эссе де Монталамбера и стали сражаться против англичан.
Монталамбер приступил к осаде Хаддингтона в Восточном Лотиане, но английский командующий герцог Сомерсет, узнавший от шпиона о намерениях французов, успел ввести в город подкрепление в 200 человек. Шотландские отряды покинули французов, и Сомерсет полагал, что наступил удобный момент для атаки вражеского лагеря, но Монталамбер запросил подкреплений у Марии де Гиз, сам перешёл в наступление, разгромил англичан, взяв 2000 пленных, в том числе кавалерийского генерала.
Англичане направили в Шотландию 20-тысячную армию и принудили Монталамбера, имевшего всего 5 тысяч человек, снять осаду. Через несколько дней гарнизон Хаддингтона произвёл вылазку, но французы отразили её с большими потерями, убив 500 человек и сбросив остальных в ров.
Монталамбер занялся укреплением свой базы в городке Лит, когда к нему прибыло подкрепление из четырёх рот французской пехоты. После этого французский командующий провел серию удачных операций, взяв несколько английских крепостей, пока не был сменён на своем посту прибывшим из Франции Полем де Термом.
Английские гарнизоны капитулировали один за другим, и к 1550 году англичанам пришлось покинуть Шотландию. 10 июня 1551 года в замке Норем между Англией и Шотландией был заключён мирный договор.

## В культуре
«Грубое сватовство» показано в британском мини-сериале «Становление Елизаветы» (2022).